# Pavlo Movtchan
Pavlo Movtchan ( ukrainien : Павло Михайлович Мовчан), né le 13 juillet 1939 à Velyka Vilshanka dans l'oblast de Kiev  est un poète ukrainien  et une personnalité publique, chef de la société "Prosvita" .

## Biographie
Pavlo Movtchan est un ancien député du Parlement ukrainien de la première convocation, élu pour la première fois en mai 1990. Élu en 1990 à Kiev, 1994 dans l'oblast d'Ivano-Frankivsk et 1998 (dans l'oblast de Rivne dans une circonscription uninominale. Lors des élections parlementaires de 2002 sur le bulletin du Bloc Notre Ukraine, Movtchan a été élu en 2007 sur un bulletin du Bloc Ioulia Tymochenko. Movtchan est devenu membre fondateur des Réformes pour l'avenir en février 2011. Movtchan n'a pas participé aux élections parlementaires ukrainiennes de 2012.